# Должанський район
Должанський район (рос. Должанский район) — адміністративно-територіальна одиниця (район) та муніципальне утворення (муніципальний район) у складі Орловської області Російської Федерації.
Адміністративний центр — смт Довге.

## Історія
- Район утворено 30 липня 1928 року у складі Єлецького округу Центрально-Чорноземної області.
- 13 червня 1934 року після ліквідації Центрально-Чорноземної області район увійшов до складу новоствореної Курської області.
- З 27 вересня 1937 року район у складі новоствореної Орловської області.
- З 1 січня 2006 року район отримав статус муніципального району, котрий включив 8 муніципальних утворень.

## Населення
| 1959    | 1970    | 1979    | 1989    | 2002    | 2009    | 2010    |
| ------- | ------- | ------- | ------- | ------- | ------- | ------- |
| 26 363  | ↘22 717 | ↘18 114 | ↘15 364 | ↘14 187 | ↘12 768 | ↘11 984 |
| 2012    | 2013    | 2014    | 2015    | 2016    | 2017    | 2018    |
| ↘11 561 | ↘11 287 | ↘11 026 | ↘10 730 | ↘10 545 | ↘10 369 | ↘10 203 |